# Airport Rail Link (линия метро, Бангкок)

Airport Rail Link — линия метро в Бангкоке, Таиланд, (тайск. รถไฟฟ้าเชื่อมท่าอากาศยานสุวรรณภูมิ). Буквальный перевод — «электрический поезд соединяющий аэропорт Саварнабхуми». Линия решает две основные задачи — транспортировку из аэропорта Суварнабхуми в центр города туристов и перевозку местных жителей (все станции кроме Суварнабхуми находятся в черте города). Раньше для этих целей использовались разные поезда разных цветов. Для доставки в аэропорт использовался красный поезд с надписью «Express line». На данный момент все поезда едут со всеми остановками. На станции Суварнабхуми (станция) установлены платформенные раздвижные двери.
Поезда ходят с 5-30 утра до 0-00 часов. В часы наибольшей загрузки в будние дни минимальный интервал составляет 10 минут, в выходные дни 13 минут. Максимальный интервал между двумя поездами составляет 23 минуты. Поезд проходит весь путь примерно за 26 минут.
Для удобства пользования каждая станция имеет свой код, начинающийся с буквы А. На станции А6 Makkasan возможна пересадка на  MRT  синюю линию метрополитена MRT. На станции А8 Phaya Thai возможна пересадка на светло-зелёную линию  BTS  надземного метро.

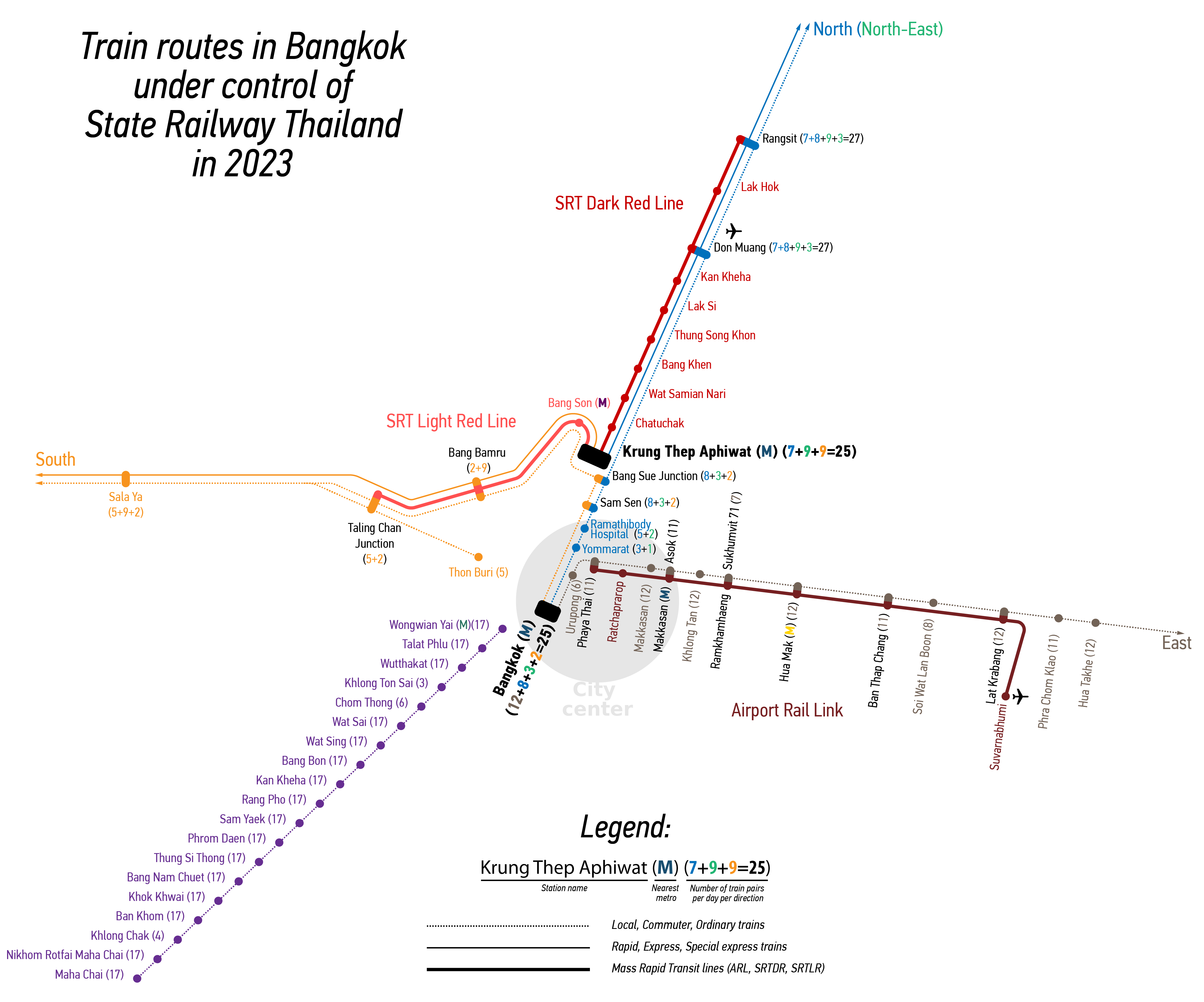
Схема линий Бангкока подведомственных SRT

Стоимость проезда зависит от количества проезжаемых перегонов. За первый перегон придется заплатить 15 батов, а за каждый следующий 5 батов дополнительно. Таким образом максимальная стоимость проезда составляет 45 батов.
Для перевозки пассажиров используются составы Siemens Desiro 360/2.

## Пассажиропоток
Пассажиропоток за 2023 год составил 22 495 300 человек.

## Станции
| Code | Русское название | Английское название | Тайское название | Пересадка         | Планируемые пересадки   | Расположение | Расположение |
|      |                  |                     |                  |                   |                         |              |              |
| A1   | Суварнабхуми     | Suvarnabhumi        | สุวรรณภูมิ          |                   |                         | Самутпракан  | Банг Пхли    |
| A2   | Латкрабанг       | Lat Krabang         | ลาดกระบัง         |                   |                         | Бангкок      | Латкрабанг   |
| A3   | Бантапчан        | Ban Thap Chang      | บ้านทับช้าง         |                   |                         | Бангкок      | Правет       |
| A4   | Хуамак           | Hua Mak             | หัวหมาก           |                   | MRL : Phatthanakan, SRT | Бангкок      | Суанлуанг    |
| A5   | Рамкамхэнг       | Ramkhamhaeng        | รามคำแหง         |                   | SRT                     | Бангкок      | Суанлуанг    |
| A6   | Маккасан         | Makkasan            | มักกะสัน           | MRT : Phetchaburi | MRL , SRT               | Бангкок      | Ратчатхеви   |
| A7   | Ратчапрапоп      | Ratchaprarop        | ราชปรารภ         |                   | MRT , SRT               | Бангкок      | Ратчатхеви   |
| A8   | Пхайятаи         | Phaya Thai          | พญาไท            | BTS : Phaya Thai  | SRT                     | Бангкок      | Ратчатхеви   |

## Галерея

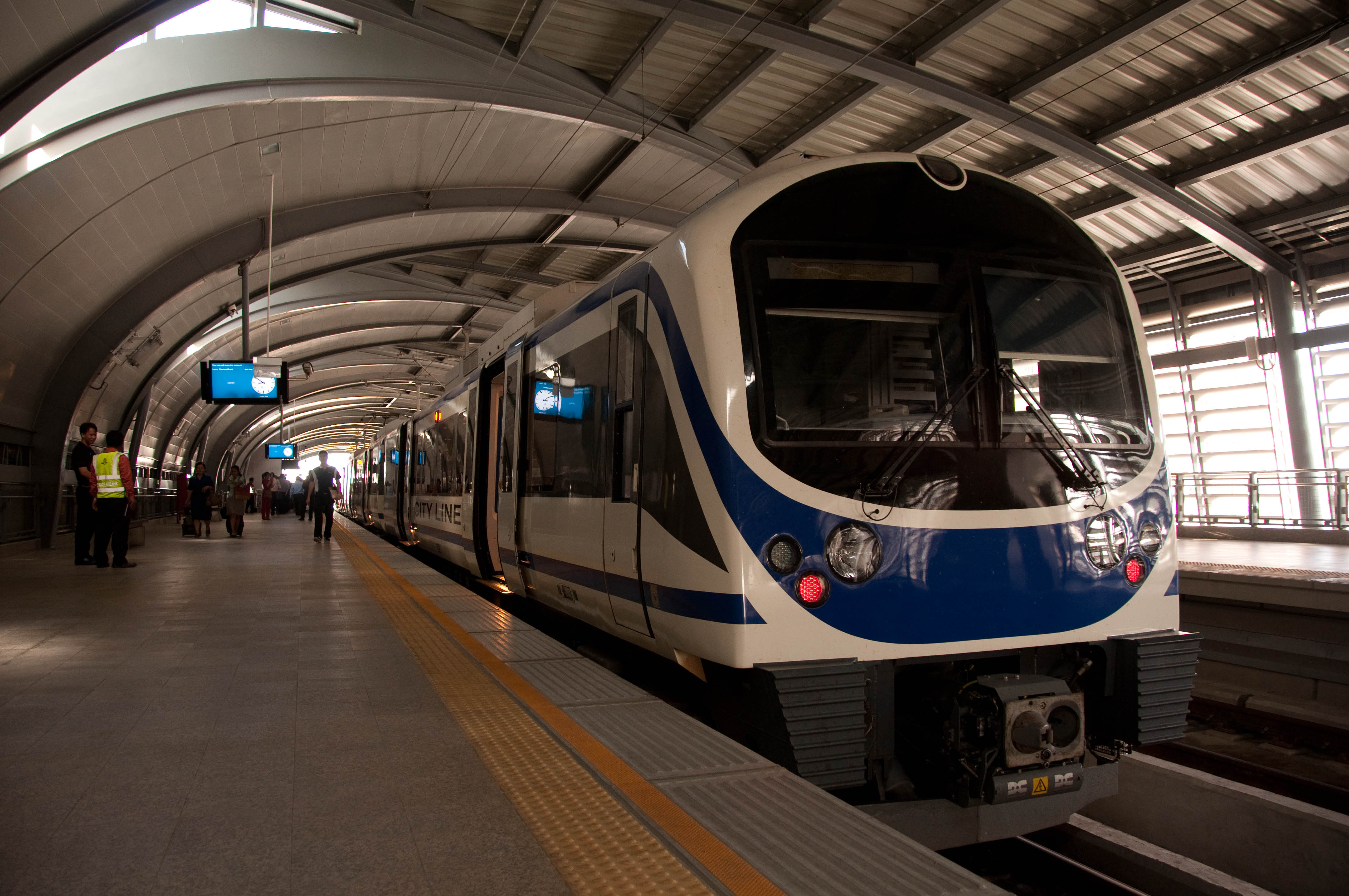
Внешний вид поезда системы ARL
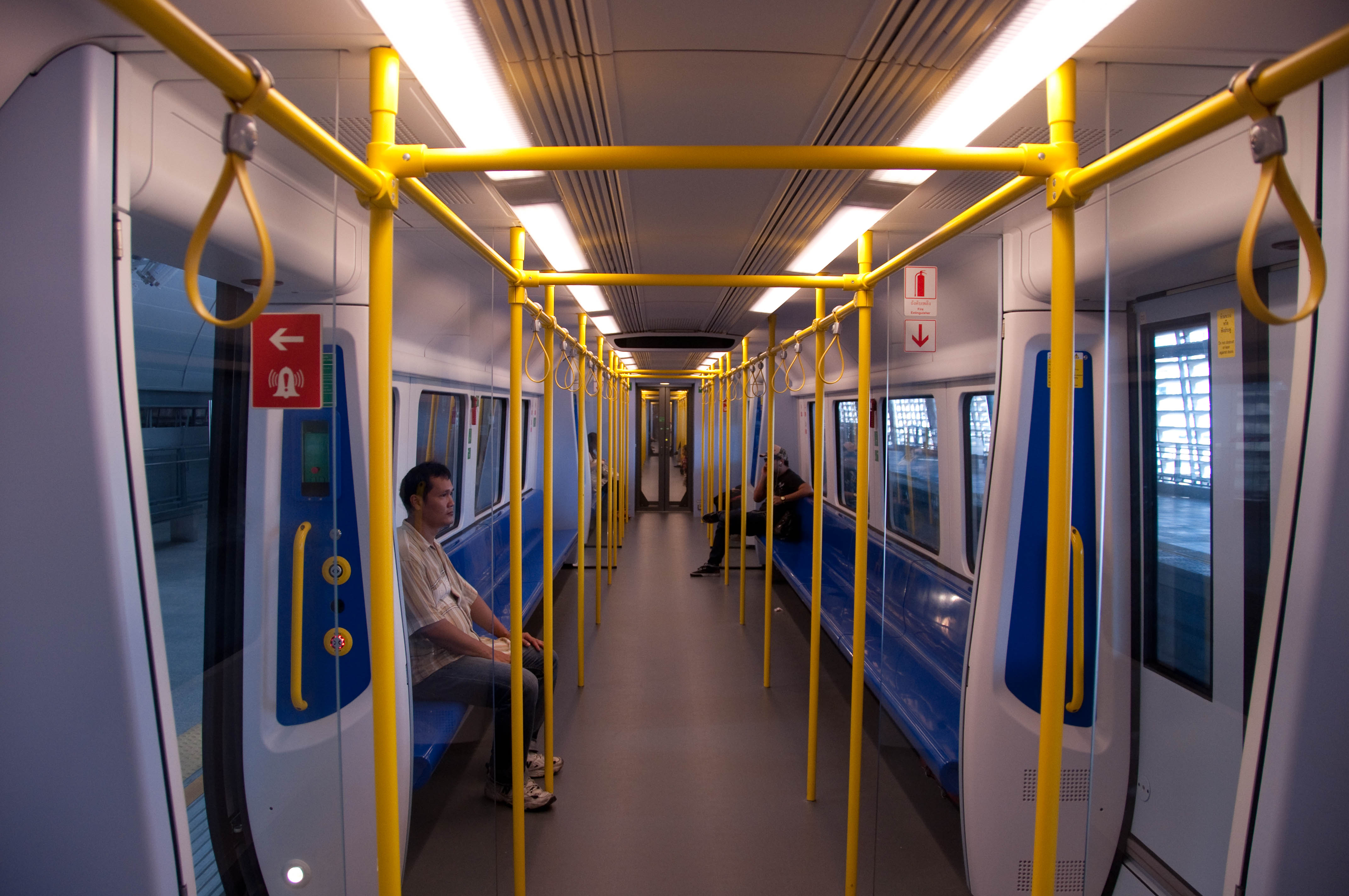
Интерьер вагона метро